# Walter William Curtis
Walter William Curtis (* 3. Mai 1913 in Jersey City; † 18. Oktober 1997) war ein US-amerikanischer Geistlicher und römisch-katholischer Bischof von Bridgeport.

## Leben
Walter William Curtis empfing am 18. Dezember 1937 das Sakrament der Priesterweihe.
Papst Pius XII. ernannte ihn am 27. Juni 1957 zum Weihbischof in Newark und Titularbischof von Bisica. Der Erzbischof von Newark, Thomas Aloysius Boland, spendete ihm am 24. September desselben Jahres die Bischofsweihe; Mitkonsekratoren waren der Bischof von Paterson, James Aloysius McNulty, und der Bischof von Trenton, George William Ahr.
Am 23. September 1961 ernannte Papst Johannes XXIII. Curtis zum Bischof von Bridgeport. Am 21. November desselben Jahres wurde er in das Amt eingeführt.
Walter William Curtis nahm an allen vier Sitzungsperioden des Zweiten Vatikanischen Konzils als Konzilsvater teil.
Papst Johannes Paul II. nahm am 28. Juni 1988 seinen altersbedingten Rücktritt an.